# Линейката
„Линейката“ (на английски: Ambulance) е щатски екшън трилър от 2022 г. на режисьора и продуцента Майкъл Бей. Като копродукция между „Ню Републик Пикчърс“, „Бей Филмс“, „Ендеейвър Контент“ и „Проект Хикс Ентъртейнмънт“, той е базиран на едноименния датския филм от Лариц Мюнх-Питърсън и Ларс Андреас Питърсън. Във филма участват Джейк Джилънхол, Яхия Абдул-Матин II и Ейса Гонсалес. По време на постпродукцията монтажът е завършен от Пиетро Скалия, а музиката е композирана от Лорни Балфи. Премиерата на филма е в Париж, Франция на 20 март 2022 г., и е пуснат в Съединените щати от „Юнивърсъл Пикчърс“ на 8 април.

## Актьорски състав
| Актьор              | Роля              |
| ------------------- | ----------------- |
| Джейк Джилънхол     | Дани Шарп         |
| Яхия Абдул-Матин II | Уил Шарп          |
| Ейса Гонсалес       | Кам Томпсън       |
| Гарет Дилахънт      | Капитан Монро     |
| Кеър О'Донъл        | Агент Ансън Кларк |
| Джаксън Уайт        | Полицай Зак       |
| Моузес Инграм       | Ейми Шарп         |
| Колин Удел          | Скот              |
| Седрик Сандърс      | Полицай Марк      |
| А Мартинез          | Папи              |
| Джеси Гарсия        | Роберто           |
| Хосе Пабло Кантило  | Джизъс            |
| Уейл Фоларин        | Кастро            |
| Деван Чандлър Лонг  | Мел Гибсън        |
| Рандацо Марк        | Рандацо           |
| Бриела Гуиза        | Линдзи            |
| Брендан Милър       | Трент             |

## В България
В България филмът е пуснат по кината на 18 март 2022 г. от „Форум Филм България“.